# Liste der denkmalgeschützten Objekte in Kšice
Grundlage dieser Liste der denkmalgeschützten Objekte in Kšice ist die ÚSKP-Liste (Ústřední seznam kulturních památek České republiky, deutsch Zentrale Liste der Kulturdenkmäler der Tschechischen Republik), die von der tschechischen Denkmalschutzbehörde NPÚ (Národní památkový ústav, deutsch Nationale Denkmalbehörde) seit 1987 geführt wird und an die seit dem Jahr 1850 geschaffenen Listen anschließt.

## Denkmalgeschützte Objekte nach Ortsteilen

### Kšice
| Lage                                                           | Objekt                                               | Beschreibung                                                                                  | ÚSKP-Nr.                  | Bild           |
| -------------------------------------------------------------- | ---------------------------------------------------- | --------------------------------------------------------------------------------------------- | ------------------------- | -------------- |
| im Wald etwa 1,2–1,5 km nordwestlich der Ortschaft Záchlumí () | vorgeschichtliche Grabstätte, Hügelgrab Stelka       | vorgeschichtliche Grabstätte, Hügelgrab Stelka, archäologische Spuren                         | 22061/4-1991 Info Katalog |                |
| Kšice (Standort)                                               | Kirche Mariä Himmelfahrt                             | Kirche Mariä Himmelfahrt                                                                      | 20132/4-1791 Info Katalog | weitere Bilder |
| im Wald etwa 0,75 km östlich der Ortschaft Záchlumí ()         | vorgeschichtliche Grabstätte, Hügelgrab Teufelsstein | vorgeschichtliche Grabstätte, Hügelgrab Teufelsstein, archäologische Spuren                   | 32607/4-1991 Info Katalog |                |
| im Wald etwa 1,5 km nordwestlich der Ortschaft ()              | Begräbnisstätte Na Žalostném                         | vorgeschichtliche Grabstätte, Hügelgrab - Begräbnisstätte Na Žalostném, archäologische Spuren | 17509/4-4069 Info Katalog |                |